# Garimpeiro

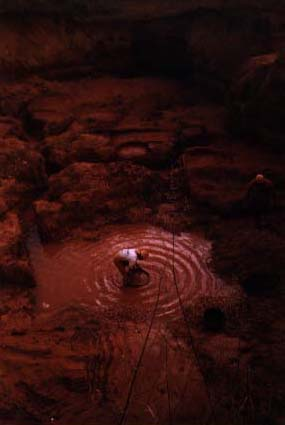
Un garimpeiro extrait des diamants dans l’État du Mato Grosso, au Brésil.

Les garimpeiros sont des chercheurs clandestins d'or, de minéraux ou de pierres précieuses notamment au Brésil d'où l'activité illégale a pris un nouvel essor dans les années 70, au Suriname et en Guyane Française, plus récemment.
En 2019, des milliers d'orpailleurs clandestins poussés par la pauvreté affluent sur les terres indigènes et mettent en danger plusieurs tribus isolées d'indiens Yanomami en apportant avec eux maladies mortelles, bagarres, et pollution au mercure. Ces chercheurs d'or, encouragés par le discours d’impunité du président Jair Bolsonaro et l’incurie des agences de l’État, voient leurs activités soutenues par des entreprises et des politiciens corrompus.
En Guyane, ils travaillent souvent sur des chantiers d'orpaillage clandestins, provoquant de graves dégâts écologiques par l'utilisation du mercure utilisé pour amalgamer les poussières d'or.

## Brésil
L'orpaillage illégal est présent au Brésil depuis le XVIIIe siècle, connaissant une intensité d'activité plus ou moins importante, avec notamment la ruée vers l'or d'Amazonie à la fin du XXe. Un édit de 1731 décrète un monopole royal, amenant par là même une partie des exploitants déjà implantés à entrer dans l'illégalité. Le terme garimpeiro naît alors. L'abolition de l'esclavage au Brésil, en 1890, amène de nombreux anciens esclaves à devenir garimpeiros. Un statut légal leur est accordé en 1934, tandis que se tient une activité moderne et industrielle. À partir des années 1970, un nouveau cycle commence, surtout en Amazonie. La hausse du cours du pétrole augmente l'attrait pour cette activité, on estime que dans les années 80, il y a entre 250 000 et 400 000 garimpeiros.

### Organisation
Travaillant seul, l'orpailleur est appelé faiscadores, associé à d'autres on l'appelle alors garimpo (garimpeiros au pluriel). Des commerçants sont également présents dans la forêt pour subvenir aux besoins des orpailleurs. La solidarité est une valeur forte de cette communauté, permettant de se souder pour mieux exister face à la répression. Ils vivent dans des villages temporaires le temps de l'exploitation d'une zone de la forêt.

## Département de Guyane
Depuis le début des années 1990, l'orpaillage illégal s'est développé en Guyane, issu des techniques et organisations implantées au Brésil. L'opération Harpie a été lancée en 2008 afin de lutter contre les garimpeiros. Elle associe des forces armées (Forces Armées en Guyane) aux forces de sécurité intérieure et a un effet notable même si l'activité se poursuit en s'adaptant.
Des conflits entre groupes rivaux d'orpailleurs éclatent parfois comme mars 2022, causant six homicides à Maripasoula dans le secteur de Dorlin. En 2012 dans le même secteur des membres de la bande dite de Manoel Moura Ferreira, dit « Manoelzinho » avaient été arrêtés à la suite de la mort de deux millitaires français déployés dans la lutte contre l'orpaillage illégal.